# İrem Korkmaz
İrem Korkmaz (ur. 31 sierpnia 1998) – turecka judoczka.
Uczestniczka mistrzostw świata w 2018, 2019 i 2021. Startowała w Pucharze Świata w latach 2017-2019 i 2022. Brązowa medalistka igrzysk śródziemnomorskich w 2018. Wygrała igrzyska Solidarności Islamskiej w 2017 i trzecia w 2021, a także zdobyła dwa tytuły w drużynie. Piąta na mistrzostwach Europy w 2018. Trzecia na MŚ kadetów w 2015 roku.